# Tadeusz Dołęgowski

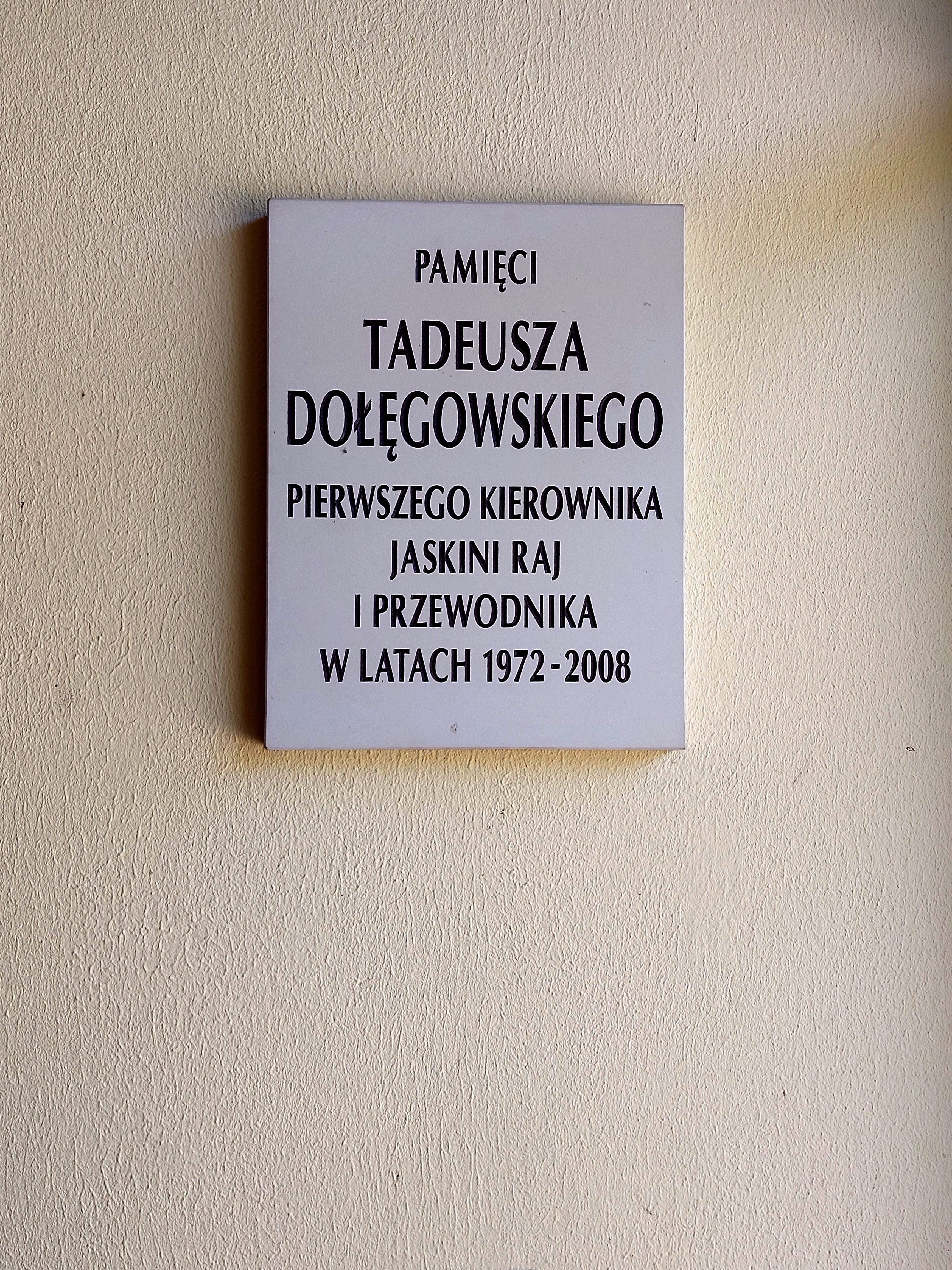
Tablica upamiętniająca Tadeusza Dołęgowskiego przy wejściu do Jaskini Raj

Tadeusz Dołęgowski (ur. 1928, zm. 18 lipca 2012) – polski działacz związków zawodowych, wieloletni kierownik i przewodnik w Jaskini Raj.
Był kierownikiem sanatoriów nr 5 i 6 w Kudowie-Zdroju. Po udostępnieniu dla turystów w 1972 roku, Jaskini Raj został jej pierwszym kierownikiem funkcję tę sprawując przez kolejnych 20 lat. Był również pierwszym przewodnikiem po jaskini pracując w charakterze przewodnika do 2008. 
W 2013 przy wejściu do Jaskini Raj odsłonięto tablicę upamiętniającą Tadeusza Dołęgowskiego. Odsłonięcia tablicy dokonała wnuczka Tadeusza Dołęgowskiego, Emilia Zańko. W uroczystości wziął udział między innymi burmistrz Chęcin Robert Jaworski.